# Trichopsychoda clavata
Trichopsychoda clavata är en tvåvingeart som beskrevs av Quate 1967. Trichopsychoda clavata ingår i släktet Trichopsychoda och familjen fjärilsmyggor. Inga underarter finns listade i Catalogue of Life.